# Johan Rudolf Thorbecke
Johan Rudolph Thorbecke (14 de enero de 1798 – 4 de junio de 1872) fue un político neerlandés y un estadista del liberalismo en los Países Bajos, siendo uno de los políticos más importantes del siglo XIX.
En 1848 consiguió casi sin la ayuda de nadie la revisión de la constitución, dando menos poder al rey y más a los Estados Generales de los Países Bajos.

## Biografía

### Primeros años
Thorbecke nació en Zwolle y empezó estudiando literatura clásica y filosofía en Ámsterdam, estudios que finalizaría en Leiden defendiendo una tesis sobre Asinius Pollio; tras estudiar en varias universidades en Alemania fue escogido para el puesto en Historia de las Relaciones Internacionales en la Universidad de Gante, que aún era territorio holandés. Debido a la revolución belga de 1830 tuvo que dejar su puesto y un año más tarde fue promovido a profesor en diplomacia e historia moderna en la Universidad de Leiden.

### Carrera política
En 1839 publicaría sus críticas de la constitución holandesa en un detallado estudio llamado "Aanteekening op de grondwet" (Notas a la Constitución); como resultado se convirtió en una figura política conocida. Cinco años más tarde, junto a otros ocho compañeros de política, formuló una propuesta para cambiar la constitución: dicha proposición, conocida como "Voorstel der Negenmannen" (Propuesta de los nueve hombres) no consiguió pasar la Cámara de Representantes, la Cámara Baja del parlamento.
Debido a las revoluciones de 1848 el rey Guillermo II decidió formar un comité para revisar la constitución, siendo Thorbecke nombrado líder de dicho comité; los cambios, casi todos creados por el mismo Thorbecke, fueron aprobadas a regañadientes por el parlamento: los más importantes eran aquellos limitando los poderes del monarca, introducían elecciones directas, permitían la libertad de culto y reforzando los poderes del parlamento y de los ministros. Dicha constitución sería promulgada el 3 de noviembre de 1848.
En 1849 se convertiría en ministro del Interior, siendo así "de facto" el primer primer ministro de los Países Bajos. Durante su mandato concibió varias leyes importantes, siendo las más significativas la de elecciones [1850), municipios [1851) y provincias (1850). Su gabinete fue forzado a dimitir en 1853 debido al llamado "Aprilbeweging" (Movimiento de Abril", un grupo de religión protestante que protestó contra la reinstauración de las diócesis católicas, que el gobierno Thorbecke había consentido.
El 31 de enero de 1862 Thorbecke volvería a ser ministro del Interior; durante su segundo mandato, uno de sus mayores logros fue la promulgación de una ley referida a la enseñanza secundaria. Importantes trabajos relacionados con el transporte fueron iniciados. El gabinete cayó el 10 de febrero de 1866 y Thorbecke dimitió tras un conflicto debido a una ley criminal en las Indias Orientales Neerlandesas.
Durante los períodos en los que no formó parte del gobierno siguió siendo un influyente parlamentario, generalmente para aconsejar a sus colegas y a los ministros sobre cómo interpretar la constitución. El 4 de enero de 1871 Thorbecke lideraría su tercer y último gabinete: sus planes para reformar la Armada Real fallaron, enfermando en diciembre de ese año. Nunca se recuperaría, muriendo en su casa en La Haya.

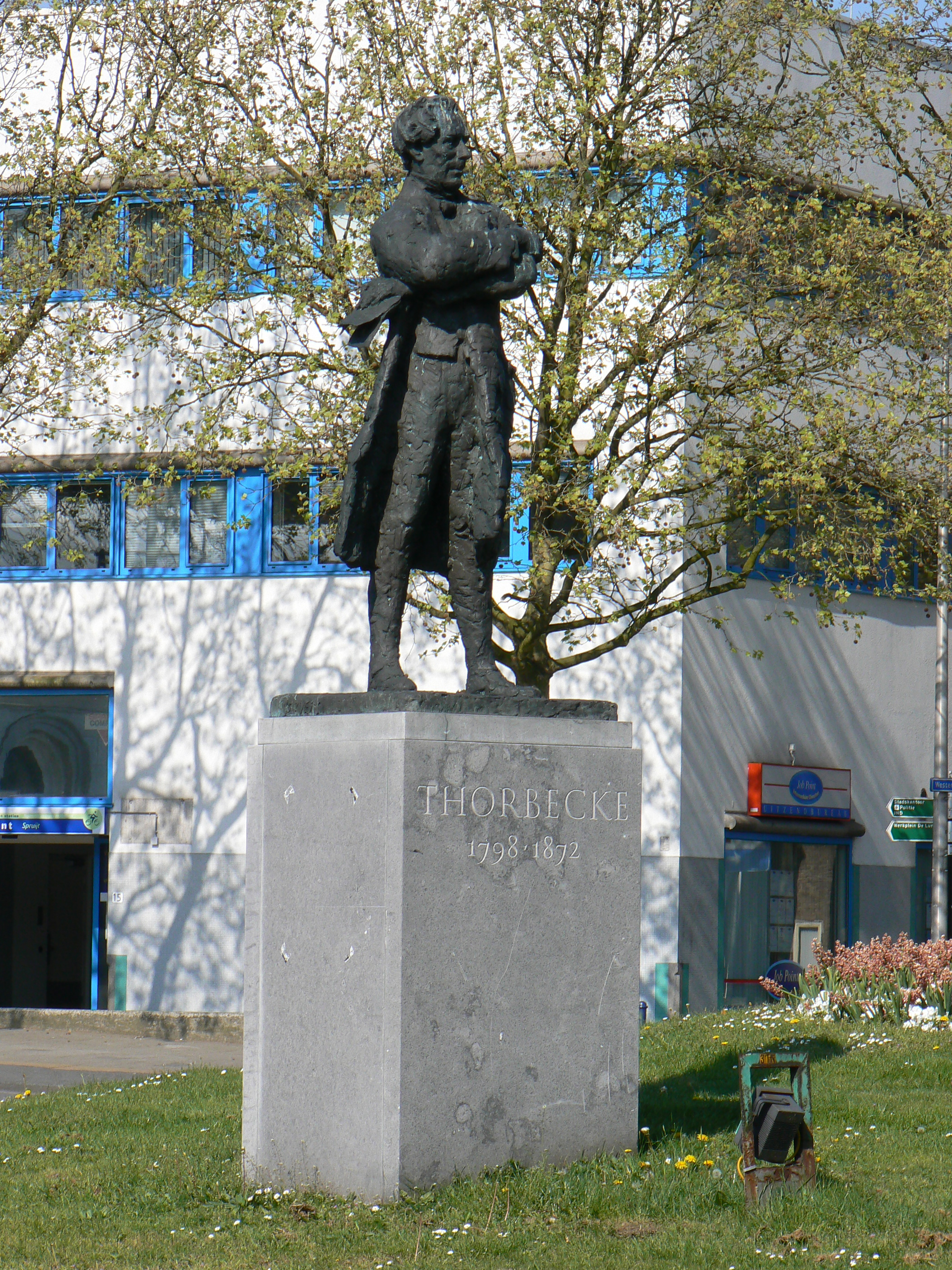
Estatua de Thorbecke en Zwolle.

Odiado por muchos (no era un hombre que hiciese concesiones), hoy en día es considerado una figura destacada en la historia parlamentaria holandesa: existen dos estatuas de Thorbecke (una en Ámsterdam y otra en Zwolle) y una sala del edificio del Parlamento tiene su nombre.
Thorbecke escribiría muchos artículos sobre Historia y varios artículos periodísticos (sobre todo en el "Diario de La Haya") sobre temas de actualidad en aquellos tiempos; publicó un estudio sobre la filosofía en la historia en idioma alemán, y todos sus discursos parlamentarios han sido publicados.